# Atolla vanhoeffeni
Atolla vanhoeffeni es una medusa abisal que produce bioluminiscencia en movimiento cuando siente que es atacada. Común en el Atlántico a profundidades de hasta 1000 m, expele anillos de luz desde el centro hacia los bordes de su cuerpo.